# John Milton
 (décembre 2023).
Si vous disposez d'ouvrages ou d'articles de référence ou si vous connaissez des sites web de qualité traitant du thème abordé ici, merci de compléter l'article en donnant les références utiles à sa vérifiabilité et en les liant à la section « Notes et références ».
Pour les articles homonymes, voir Milton.
John Milton (1608 - 1674) est un poète et un pamphlétaire anglais, célèbre pour être, en particulier, l’auteur de plusieurs poèmes épiques, Le Paradis perdu, Le Paradis reconquis et Samson Agonistes, et aussi de sonnets.
Né en 1608 à Londres, alors dans le Royaume d'Angleterre, il fréquente de prestigieux établissements, St Paul's à Londres et Christ's College à Cambridge. Cependant, son désaccord avec son tutor (« directeur d'études ») rend son éducation, dans un premier temps, tumultueuse. À bien des égards, cependant, c'est un autodidacte qui ne cesse d'étudier et approfondir ses connaissances en langues anciennes et modernes, philosophie, littérature et théologie.
Après la victoire puritaine du Commonwealth de l'Angleterre, il est nommé secrétaire d'État aux Langues étrangères, poste qui le conduit à représenter le nouveau régime auprès de l'étranger. Il publie de nombreux pamphlets et traités en latin ou en anglais. Sa vue baisse inexorablement et, à l'âge de 40 ans, il est complètement aveugle. Il reçoit alors l'aide d'assistants, en particulier celle du poète Andrew Marvell.
Lors de la Restauration Stuart, il est arrêté et emprisonné à la tour de Londres pendant quelques semaines, mais se voit assez rapidement libéré. Il se consacre alors à l'écriture de ses longs poèmes épiques, d'une Histoire de l'Angleterre et aussi de sonnets plus intimes, dont le célèbre On His Blindness (« Sur sa cécité »).
Il meurt le 8 novembre 1674. Il est considéré comme l'un des géants de la poésie anglaise.

## Biographie

### Jeunesse
Le père de John Milton est le compositeur John Milton, notaire puritain qui écrit des madrigaux pour la reine Élisabeth Ire. Il s’installe à Londres aux alentours de 1583, pour avoir caché son protestantisme car son propre père, Richard Milton, riche propriétaire du comté d’Oxford et dévot catholique, l’a déshérité. Vers 1600, le père du poète épouse Sara Jeffrey et John Milton naît le 9 décembre 1608 à Cheapside, Londres.
John Milton commence à écrire dès l’âge de dix ans. Puis, il commence ses études à l'école Saint-Paul de Londres. À cette époque, Milton se destine au ministère du culte anglican et pour cela, il se montre très assidu dans ses études. Il est admis le 12 février 1625 au Christ’s College de Cambridge. Cette période à Cambridge, de 1625 à 1632, est plutôt tumultueuse. Il s'avère en profond désaccord avec son directeur d’étude William Chappel, peut-être pour avoir été fouetté par lui. Milton est temporairement révoqué (« rusticated ») durant un trimestre, de janvier à mars 1626. À son retour, le 19 avril 1626, il se voit attribuer un nouveau directeur d’études qu’il garde jusqu’à la fin de ses années d’université. Il obtient son diplôme « cum laude », c'est-à-dire avec les félicitations du jury, le 3 juillet 1632. Durant cette période, Milton écrit plusieurs poèmes en latin et des lettres en prose, et donne des cours d’hébreu au théologien américain Roger Williams en échange de cours de néerlandais.
Manifestement, les expériences de Milton à Cambridge n’ont pas été particulièrement fructueuses et ont contribué pour une bonne part à ses vues sur l’éducation. Après l’obtention de son diplôme, John Milton va vivre pendant six ans, de 1632 à 1638, dans la maison de ses parents à Hammersmith, puis à Horton dans une retraite studieuse. Il approfondit ses connaissances en grec et en latin, mais aussi en hébreu, en français, en espagnol, en italien et en vieil anglais, et dans des disciplines anciennes ou modernes comme la théologie, la philosophie, l’histoire, la politique, les lettres, la science, pour préparer sa future carrière de poète. Il acquiert ainsi une formidable érudition et rédige plusieurs œuvres importantes en prose comme en poésie. Il publie son premier poème en 1632. C’est durant cette période que Milton va progressivement abandonner son projet de prêtrise et que s'affirme sa vocation de poète.
Après la mort de sa mère en avril 1637, Milton envisage, comme il est alors d’usage chez les jeunes gens de bonne famille, de partir en voyage sur le continent, en France et en Italie, puis de retourner à Londres pour continuer ses études et donner des cours privés. Il embarque donc pour la France au début de l’année 1638, passe par Paris et Nice, puis arrive en Italie où il visite de nombreuses villes, Gênes, Pise, Florence, Sienne, Rome, Naples, Venise, etc. Il rencontre nombre de personnalités célèbres et d'influence, dont le cardinal Francesco Barberini, mais aussi l’astronome Galilée dont la condamnation renforce l’attachement que Milton porte aux libertés religieuses de son pays. Milton, informé des prémices de la guerre civile qui gronde en Grande-Bretagne, se décide à rentrer en passant d’abord par Genève.

### Milton pamphlétaire
À son retour, Milton devient le professeur privé de ses neveux mais aussi de plusieurs enfants de la haute noblesse. Il écrit d’ailleurs un traité sur l’éducation en 1644. Parallèlement à cette activité, immergé dans la controverse religieuse, il rédige cinq pamphlets contre la hiérarchie de l’Églisequi le font connaître et attirent sur lui l’ire des défenseurs du clergé.
En mai ou en juin 1642, John Milton se marie avec Mary Powell dont le père est débiteur de John Milton senior. La différence d’âge (16 et 33 ans), le caractère sévère et introverti de Milton, les opinions royalistes de la famille Powell sont autant de facteurs qui peuvent expliquer la fuite de Mary après seulement un mois de mariage. Celle-ci profite, en effet, d’une visite chez ses parents pour ne plus revenir au domicile conjugal. Milton va alors écrire The Doctrine and Discipline of Divorce (« La doctrine et la discipline du divorce ») où il défend la légalisation et la moralité du divorce, ce qui lui attire les foudres de nombre de ses contemporains (la loi anglaise sur le mariage, inchangée ou presque depuis le Moyen Âge catholique, n’acceptant que la nullité du mariage pour stérilité). Face à la virulence de ses détracteurs et contre la censure qui s’applique à ses pamphlets, il écrit Areopagitica: A speech of Mr John Milton for the liberty of unlicensed printing to the Parliament of England (« Aeropagitica : discours de M. John Milton au Parlement de l’Angleterre pour la liberté de libre publication ») qui s’attaque à une loi autorisant la censure instituée un an plus tôt,.
Mary et John se réconcilient en 1645 et la famille Powell emménage tout entière chez le couple. Mary donne le jour à quatre enfants : Anne, Mary, John (mort à l'âge de 15 mois) et Deborah. Malgré leur première séparation, l'entente semble avoir régné dans la famille. Mary, cependant, décède prématurément à l'âge de 26 ans en 1652. C’est à cette même époque qu’apparaissent chez Milton les premiers signes d’une faiblesse oculaire due sans doute à un glaucome qui le rendra progressivement aveugle.

### Commonwealth
La victoire parlementaire et le procès du roi Charles Ier à la fin de l’année 1648 et au début de l’année 1649 donnent à Milton l’espoir de voir émerger une plus grande liberté. Il apporte son soutien à un régime parlementaire et argumente en défaveur du roi dans The Tenure of Kings and Magistrates (« Le mandat des rois et des magistrats »). Cette œuvre en prose ne prône pas ouvertement le régicide mais le soutient implicitement.
Sa réputation politique et son érudition le font connaître du Parlement qui le nomme, le 15 mars 1649, secrétaire d’État aux Langues étrangères. Il est chargé des relations épistolaires avec les puissances étrangères et du compte-rendu des communications relatives à ce ministère au Parlement. Plus tard, il est également conduit à exercer des fonctions de censeur.
Son poste est important dans la mesure où la jeune république tient à se faire reconnaître diplomatiquement en Europe.
Milton a aussi la charge de rédiger des ouvrages de propagande en faveur du régime. Le premier écrit sur commande est Eikonoklastes de 1649, qui répond à un ouvrage en faveur du roi, Eikon Basilike, dont la popularité croissante inquiète le Conseil d’État. Une autre commande, Pro Populo Anglicano Defensio (« Pour la défense du peuple anglais »), écrite en 1651, est rédigée en réponse à l’ouvrage de Claude Saumaise publié par la famille royale en exil, Defensio regia pro carolo I. Ces ouvrages déclenchent de nombreuses réactions en Europe et les défenseurs de la maison des Stuart n’hésitent pas à affirmer que la cécité qui touche Milton est une punition divine due à ses prises de position et à son mode de vie dissolu.
Au moment du massacre des paysans vaudois protestants du Piémont, les Pâques vaudoises de 1655, lorsque Oliver Cromwell décrète un jeûne national en l’honneur des martyrs et envoie son ambassadeur Samuel Morland, John Milton écrit son sonnet sur Bloody Easter (« venge, ô Dieu, tes élus massacrés »), pour prendre la défense des paysans vaudois massacrés par les troupes du marquis de Pianezza, ce qui incite le jeune duc Charles-Emmanuel II de Savoie à leur accorder des « patentes de grâce » et un pardon général.
Sa cécité le contraint à progressivement diminuer son activité et l’importance de son poste s'en trouve réduite. Pour l'aider dans ses travaux, il bénéficie désormais d’assistants dont le jeune poète Andrew Marvell. John Milton reste en poste jusqu’à la fin de l’année 1659, après la mort d’Oliver Cromwell et la démission de son fils Richard. Face à la dégradation de la situation politique et à l’émergence d’une tendance au retour à la monarchie, il écrit plusieurs ouvrages pour défendre la cause de la liberté et dénoncer les dangers d’un État religieux.

### Restauration
À la Restauration, malgré l’autodafé que subissent ses livres, Milton n’est, dans un premier temps, pas inquiété. En octobre 1660, cependant, il est arrêté et emprisonné à la tour de Londres où il reste jusqu’au 15 décembre. Ses amis, dont Andrew Marvell, alors membre du Parlement, sont intervenus pour obtenir sa libération.
Sa seconde femme, Katherine Woodcock, épousée en 1656, et leur fille meurent toutes deux au début de l’année 1658. Milton vit alors seul avec les trois filles de son premier mariage jusqu’en février 1663 où il se marie avec Élisabeth Minshull. En 1662, son notaire ayant fait faillite, il perd tous ses biens. Milton va vivre ses dernières années dans un certain dénuement, consacrant son temps à une retraite vouée à l’étude, à la dévotion et à la rédaction de ses œuvres les plus célèbres. Milton voit sa santé s'altérer mais reste intellectuellement actif. Il reçoit encore la visite de divers dignitaires étrangers, d’amis et de connaissances, mais ces rencontres s’espacent de plus en plus. Il se fait faire la lecture et dicte ses œuvres à ses assistants dont ses deux plus jeunes filles, Mary et Deborah.
Son chef-d’œuvre, le poème épique Paradise Lost, est publié en 1667 mais ne rencontre pas immédiatement le succès ; il faut attendre 1688, une dizaine d’années après la mort de Milton, pour que le poème soit largement reconnu. Il publie également en 1670, son History of Britain (« Histoire de la Grande-Bretagne ») puis en 1671 Paradise Regained (« Le paradis retrouvé ») et encore Samson Agonistes, toutes œuvres poétiques majeures. En 1674, paraît la seconde édition de Paradise Lost en douze livres. John Milton meurt le 8 novembre de cette même année.
Le Paradise Lost fît plus tard partie d'un livret d'Oratorio proposé à Handel, mais que celui-ci ne mit finalement pas en musique. Il faudra attendre encore la fin du XVIIIe siècle pour que le compositeur Joseph Haydn ne le récupère pour en faire le livret de son chef-d'œuvre : La Création (1798).

## Œuvre, influences et style
À cause de sa cécité, Milton s'est astreint à mémoriser de vastes pans de ses œuvres pour en poursuivre l'agencement et aussi les réciter. C'est là une prouesse qu'il est possible de mesurer à l'aune de leur complexité.

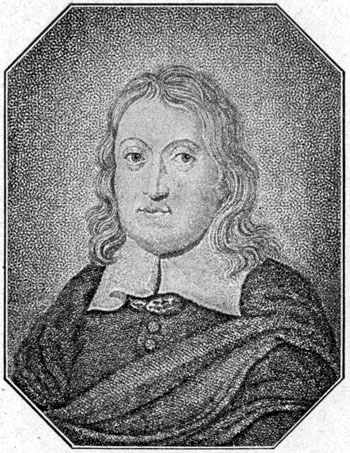
Milton plus âgé.

Malgré l’étendue de l’érudition de Milton, certaines influences cruciales sur sa création poétique peuvent être décelées. La Bible en a constitué le premier matériau, en particulier la Genèse, le livre de Job, les psaumes, le Nouveau Testament, ce dernier pour les Sonnets. Des poètes comme Homère, Virgile ou Lucain, l’historien Salluste apparaissent aussi en filigrane dans ses vers. De plus, si la culture classique de Milton reste prépondérante, on retrouve chez lui des traces de ses contemporains, Edmund Spenser, Sir Philip Sidney, John Donne et William Shakespeare. Certains commentateurs ont émis l'idée qu’il cherchait à revivifier dans les conversations d’Adam et Ève les figures de style employées par des poètes chevaliers tels que John Wilmot, comte de Rochester, et Sir John Suckling.
La carrière littéraire de Milton a éclipsé la poésie des XVIIIe et XIXe siècles, si bien qu’on l’a souvent préféré à tous les grands poètes anglais, y compris Shakespeare. On peut citer l'épopée de Lucy Hutchinson sur la chute de l’humanité, Ordre et désordre, et l’opéra de John Dryden, L’état d’innocence et la chute de l’homme, comme exemples de son influence immédiate dans le champ culturel.

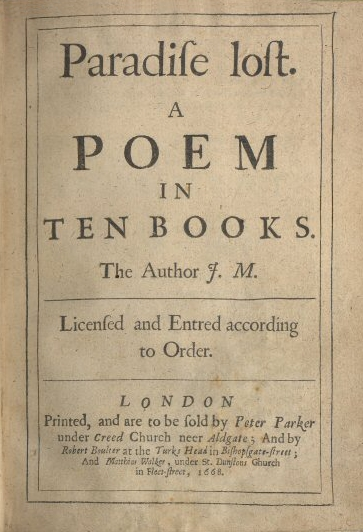
Page de couverture de la première édition de Paradise Lost.

Le projet inégalé du Paradis perdu brosse le portrait de Dieu justifiant ses actes. Le poème dépeint aussi la création de l'univers, de la terre et de l'humanité ; il exprime l'origine du péché, la mort et le Mal, imagine des événements dans le royaume des cieux, le jardin d'Eden et l'histoire sainte d'Israël ; il aborde et discute les idées politiques de tyrannie, liberté et justice ; il défend les idées théologiques de Milton sur la prédestination, le libre arbitre et le salut.
L'influence de Milton sur le romantisme a été très profonde. John Keats, cependant, trouvait le joug de son style trop difficile à porter. Il ajoutait que le Paradis perdu était une belle et grandiose curiosité. Il s'est lui-même essayé au genre dans Hyperion, mais sans vraiment réussir à trouver un ton épique original. Plus tard dans le siècle, George Eliot et Thomas Hardy se sont eux aussi inspirés de l'exemple miltonien. En revanche, le siècle dernier, sensible aux critiques exprimées par T. S. Eliot et Ezra Pound, a vu temporairement régresser l'intérêt porté à Milton.
La carrière de Milton a eu un impact sur le monde moderne dans d'autres domaines, en particulier celui de la langue. Comme Rabelais ou les poètes de la Pléiade en France, Milton a forgé de nombreux mots : le Paradis perdu est truffé de néologismes comme dreary, pandæmonium, acclaim, rebuff, self-esteem, unaided, impassive, enslaved, jubilant, serried, solaced, satanic qui sont restés dans la langue anglaise. Enfin, les écrits républicains de Milton, en particulier l'Areopagitica, ont été consultés pendant l’élaboration de la constitution des États-Unis d'Amérique.

### Les sonnets de Milton

#### Circonstances de leur composition
En tout, John Milton a composé vingt-trois sonnets. Ce sont des moments d'exception, dans lesquels il exprime ses impressions et ses sentiments sur des événements précis, historiques ou personnels. Ainsi, le premier est consacré à chanter le rossignol (O Nightingale), comme l'ont fait la plupart des poètes anglais, William Shakespeare, John Keats, en particulier. Le VIIe commente son entrée dans l'âge adulte (On his Being Arrived at the age of 23 [« Sur son arrivée à l'âge de 23 ans] »). Le XIe et le XIIe dénoncent la critique de certaines de ses œuvres (On the Detraction Which Followed Upon My Writing Certain Treatises [« Sur la critique malveillante ayant suivi ma publication de certains traités »]). Neuf s'adressent à des personnalités ou des amis, dont deux à des femmes. Parmi eux, un, le XIVe, sert de mémorial (On the Religious Memory of Mrs. Catherine Thomson [« Du souvenir religieux de Mrs. Catherine Thomson »]). Le XVIIIe concerne un massacre récent dans le Piémont (On the Late Massacre in Piemont). Le XXIIe est adressé à un ami, comme lui affligé de cécité (To Mr. Cyriack Skinner Upon His Blindness). Les plus personnels sont le XIXe (On His Blindness) [voir ci-dessous]) et le XXIIIe consacré à la vision de sa femme décédée (Methought I Saw my late Espousèd Saint [« Il me sembla que je vis ma sainte épouse décédée »], connu aussi sous le titre On His Deceased Wife [« Sur sa femme décédée »]). Un, le XVIe, s'adresse à Oliver Cromwell, chef de la révolution puritaine du Commonwealth.

#### Un exemple de sonnet
| When I consider how my light is spent Ere half my days, in this dark world and wide, And that one talent which is death to hide, Lodged with me useless, though my soul more bent To serve therewith my Maker, and present My true account, lest he, returning, chide: Doth God exact day labour, light denied? I fondly ask. But Patience, to prevent That murmur, soon replies: God doth not need Either man's work or his own gifts. Who best Bear his mild yoke, they serve him best. His state Is kingly; thousands at his bidding speed And post o'er land and ocean without rest; They also serve who only stand and wait.— On His Blindness | À mesurer que ma lumière s'est épuisée Avant le midi de mes jours, dans l'obscurité du vaste monde, Et que mon précieux talent, voué à la mort s'il demeure enfoui, Est vainement niché en moi, alors que mon âme penche encore plus À s'en servir pour mon créateur et lui présenter Le compte qui est mien, de peur qu’il ne me tance à son retour : « Dieu exige-t-il le labeur quotidien, quand la lumière est refusée ? Questionné-je sottement. Mais Patience, pour prévenir Ma fâcheuse récrimination, aussitôt répond : « Dieu n’a nul besoin De la tâche de l'homme ou de ses offrandes. Qui mieux Supportent son aimable joug, mieux le servent. Son état Est souverain ; des milliers sont-ils qui à son appel se lancent Et se hâtent par la terre et les océans sans répit. Ils le servent aussi qui debout savent attendre.— Sur sa cécité |

### John Milton et la liberté de publier
John Milton fait partie des premiers partisans de la liberté de la presse dans le royaume britannique au XVIIe siècle, et il est aussi considéré comme un des précurseurs du libéralisme. Il a écrit un manifeste intitulé Pour la liberté d’imprimer sans autorisation ni censure (Areopagitica), où il exprime ses premières distances avec le gouvernement en vigueur.

## Œuvres de Milton
- Ode au matin de la Nativité ((en) On the Morning of Christ’s Nativity, 1629)
- (en) On Shakespeare, 1630
- (en) On Arriving at the Age of Twenty-Three, 1631
- (en) Comus, 1637
- (en) Lycidas, 1637
- De la réforme touchant à la discipline de l’Église ((en) Of Reformation Touching Church-Discipline in England, 1641)
- (en) Animadversion, 1641
- Raison du gouvernement de l'Église contre les prélats ((en) The Reason of Church-Government Urged against Prelaty, 1642)
- (en) Apology for Smectymnuus, 1642
- (en) Doctrine and Discipline of Divorce, 1643
- (en) Judgement of Martin Bucer Concerning Divorce, 1644
- (en) Of Education, 1644
- (en) Areopagitica, 1644
- (en) L’Allegro, 1645
- (en) Il Penseroso, 1645
- (en) Tetrachordon, 1645
- (en) Colasterion, 1645
- (en) Poems of Mr John Milton, Both English and Latin, 1645
- (en) The Tenure of Kings and Magistrates, 1649
- (en) Eikonoklastes, 1649
- (en) Defensio pro Populo Anglicano, 1651
- (en) When I Consider How My Light is Spent, 1652 (souvent nommé On his blindness (Sur sa cécité), bien que Milton n’ait jamais utilisé ce titre)
- (en) Defensio Secunda, 1654
- (en) On the Late Massacre of Piedmont, 1649
- (en) A Treatrise of Civil Power, 1659
- (en) The Likeliest Means to Remove Hirelings from the Church, 1659
- (en) The Ready and Easy Way to Establish a Free Commonwealth, 1659
- (en) Brief Notes Upon a Late Sermon, 1660
- Le Paradis Perdu ((en) Paradise Lost, 1667), trad. François-René de Chateaubriand (entre autres)
- (en) Accedence Commenced Grammar, 1669
- (en) The History of Britain, 1670
- (en) Paradise Regained, 1671
- (en) Samson Agonistes, 1671
- (en) Art of Logic, 1672
- (en) Of True Religion, 1673
- (en) Poems, &c, Upon Several Occasions, 1673
- (en) Epistolae Familiaries, 1674
- (en) Prolusiones, 1674
- (en) A brief History of Moscovia, and other less known Countries lying Eastward of Russia as far as Cathay, gathered from the writings of several Eye-witnesses, 1682
- (en) De Doctrina Christiana, 1825 (publié à titre posthume)

## Études sur Milton
- David Masson, The Life of John Milton and History of His Time, vol. 1. Cambridge, 1859.
- John Toland, « Life of Milton » dans The Early Lives of Milton. Ed. Helen Darbishere. London, Constable, 1932.
- T. S. Eliot, « Annual Lecture on a Master Mind: Milton », dans Proceedings of the British Academy, 33, London, 1947.
- Oliver Lawson Dick, Aubrey's Brief Lives. Harmondsworth, Middl., Penguin Books, 1962.
- Christopher Hill, Milton and the English Revolution. New York, Viking Press, 1977.
- William Bridges Hunter, A Milton Encyclopedia. Lewisburg, Bucknell University Press, 1980.
- A. N. Wilson, The Life of John Milton. Oxford, Oxford University Press, 1983.
- Edward Chaney, The Grand Tour and the Great Rebellion, Geneva, 1985.
- Andrew Sanders, The Short Oxford History of English Literature (Revised Edition), Oxford, Clarendon Press, 1996, page 225 à page 235.
- Nicholas von Maltzahn, « Milton's Readers » dans The Cambridge Companion to Milton. ed. Dennis Richard Danielson, Cambridge, Cambridge University Press, 1999.
- Edward Chaney, « Milton's Visit to Vallombrosa: A literary tradition », The Evolution of the Grand Tour, 2d ed., London, 2000.
- Iain McCalman et al., An Oxford Companion to the Romantic Age: British Culture, 1776-1832, Oxford, Oxford University Press, 2001.
- Barbara K.Lewalski, The Life of John Milton. Oxford, Blackwells Publishers, 2003.
- Nicole Berry, John Milton, Le Paradis perdu, Des ténèbres à la lumière, Paris, Éditions L'Àge d'Homme, 2005.
- Anna Beer, Milton: Poet, Pamphleteer and Patriot, New York: Bloomsbury Press, 2008.
- Gordon Campbell and Thomas Corns, John Milton: Life, Work, and Thought. Oxford, Oxford University Press, 2008.

## Divers
- La société John Milton pour les aveugles a été fondée en 1928 par Helen Keller pour développer un service interreligieux qui apporte des conseils spirituels et la littérature religieuse aux sourds et aux aveugles.
- Une édition de 1668 du Paradis perdu, donnée pour être celle de Milton en personne est déposée dans les archives de l’université de l’Ontario occidental.
- Dans le film Seven (1995, David Fincher), un indice derrière le réfrigérateur lors du premier meurtre fait référence au Paradis perdu. Lorsque l'inspecteur Sommerset (Morgan Freeman) déplace le réfrigérateur de la victime, il trouve l'inscription suivante « Long is the way, and hard, that out of hell leads up to light » (« Long et dur est le chemin qui de l'enfer conduit à la lumière »).
- Le personnage du film L'Associé Du Diable, joué par Al Pacino (le Diable), porte le nom de John Milton.
- Le personnage du film Scream 3, joué par Lance Henriksen (le producteur de film), porte le nom de John Milton.
- De même, le personnage principal du film Hell Driver, joué par Nicolas Cage, porte le nom de John Milton.
- Des références à John Milton sont également présentes dans de multiples œuvres mettant en scène des univers futuristes en proie au chaos. Parmi celles-ci, citons le jeu vidéo Deus Ex ou le film Ghost in the Shell 2 : Innocence.
- Quelques citations de John Milton sont utilisées au début de nombreux chapitres du livre de Philip Pullman Le Miroir d'Ambre, de la saga À la croisée des Mondes aux éditions Gallimard Jeunesse.
- Quelques citations de John Milton sont également utilisées dans leu jeu Medieval II : Total War.
- On peut parfois trouver un whisky portant son nom en supermarché.
- Dans la séquence d'introduction du jeu de simulation de sous-marins Silent Hunter 4, le poème On time est récité.
- Song of Joy, morceau de Nick Cave & The Bad Seeds sur l'album Murder Ballads, comporte deux citations tirées du Paradis Perdu de Milton.
- Paradise Lost et S.C.A.V.A, deux morceaux du groupe américain Hollywood Undead font référence au Paradis Perdu de Milton.
- Une citation tirée du Paradis Perdu de Milton est utilisée dans le jeu vidéo Civilization V.

## Iconographie
- vers 1863 : buste en terre cuite par Albert-Ernest Carrier-Belleuse, (musée des châteaux de Malmaison et de Bois-Préau).